# 梅拉腊
梅拉腊（義大利語：Melara）是意大利威尼托大区罗维戈省的一个市镇，面积17.6平方公里，人口约1900（2004年）。